# شرکت ریزر
شرکت ریزر (.Razer Inc) با لوگوی تجاری (R Λ Z Ξ R) یک شرکت فناوری تک ملیتی آمریکایی است که به تولید و فروش لوازم الکترونیکی، سخت‌افزار، بازی‌های رایانه‌ای و انجام خدمات مالی می‌پردازد. این شرکت در سال ۲۰۰۵ توسط مین لیانگ تن و رابرت کراکوف در سن دیگو، آمریکا تأسیس شد. پس از تأمین سرمایه توسط سرمایه‌داران با نفوذ در هنگ کنگ و سنگاپور، فعالیت این شرکت شروع شد. این شرکت در کوینزتاون، سنگاپور و ارواین، کالیفرنیا دو دفتر مرکزی دارد و از نوامبر سال ۲۰۱۷، نام این شرکت در بورس اوراق بهادار هنگ کنگ وارد شد. شرکت ریزر، یکی از برترین‌ها در طراحی وسایل و لوازم جانبی بازی‌های ویدیویی در جهان است.
محصولات این شرکت عمدتاً مورد توجه علاقه‌مندان به بازی‌های رایانه‌ای بوده و بسیاری از این محصولات با الهام گرفتن از نام حیوانات درنده و سمی مانند مارها، گربه‌سانان و بندپایان نامگذاری شده‌اند.

## برخی از محصولات تولیدی ریزر
صفحه‌کلید، دسته بازی، هدست، لپ‌تاپ، تلفن همراه، وب‌کم، نمایشگرها، ماوس، کارت کپچر و انواع کارت گرافیک اکسترنال.

## تاریخچه
اولین همکاری تیم بنیانگذاران شرکت کنونی ریزر به سال ۱۹۹۸ بازمی‌گردد. در این سال، شرکت کارنا، امتیاز یک فناوری ردیابی مکانیکی پرسرعت را تهیه و خریداری کرد تا روی پتانسیل‌های آن در بازارهای گوناگون به بررسی بپردازد. هدف آن‌ها یافتن قابلیت‌های مؤثر این سیستم برای استفاده در صنایعی همچون خودروسازی و درمان پزشکی بود. رابرت کراکف که به عنوان یکی از مدیران این شرکت فعالیت می‌کرد، در دیداری با مین لینگ تان نظرات او را در رابطه با استفاده از این تکنولوژی در صنعت گیمینگ دریافت کرد. مین لینگ تان که در آن زمان یک بازیکن حرفه‌ای بازی‌های ویدیویی بود و عقیده داشت می‌توان از فناوری جدید در ساخت لوازم جانبی گیمینگ استفاده کرد.
برای اولین بار شرکت ریزر در نمایشگاه الکترونیکس شو ۲۰۱۱ از مدل سخت‌افزار ریزر سوئیچ‌بلید رونمایی کرد.

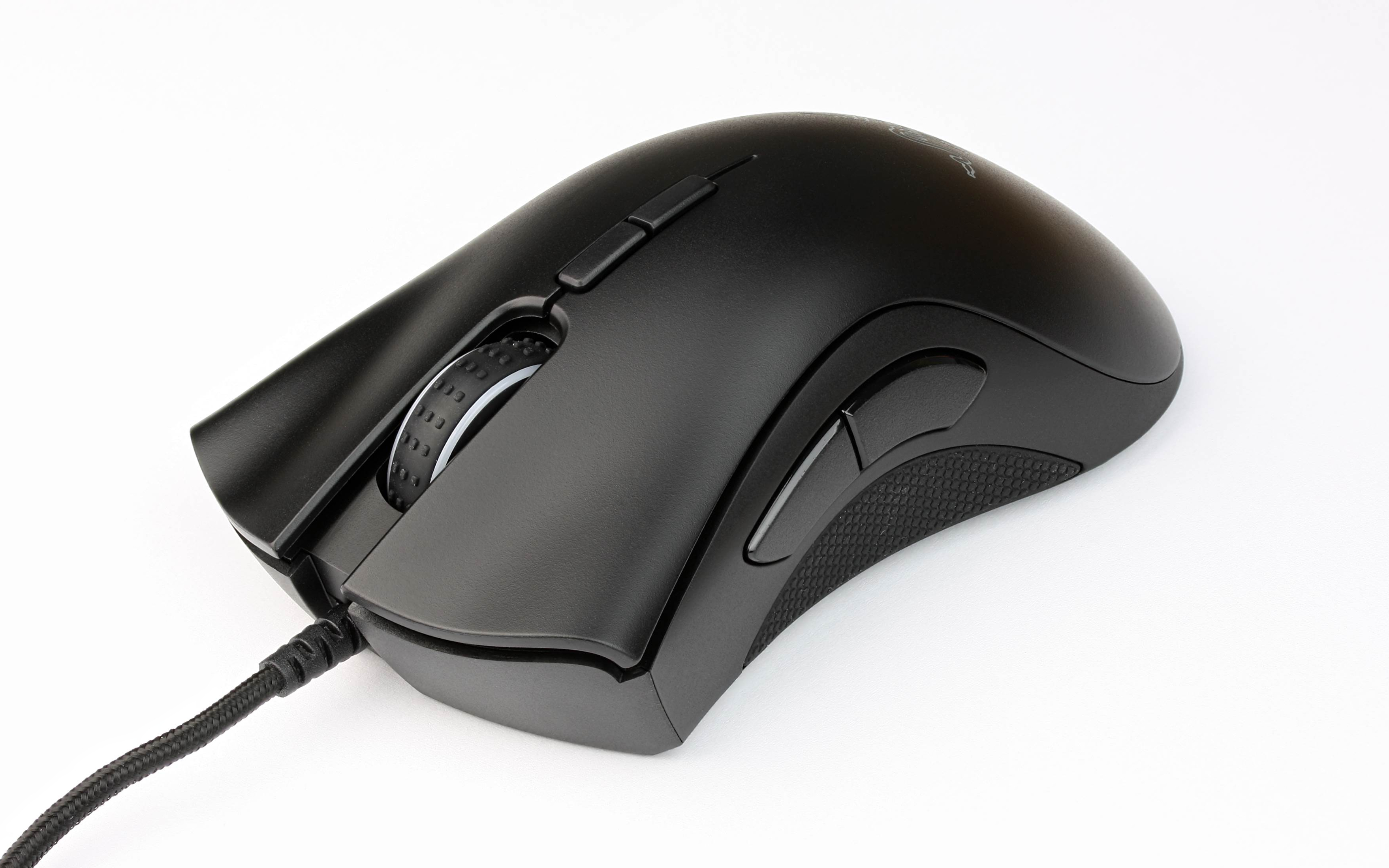
نمونه‌هایی از محصولات ریزر: موس بازی دث‌ادر الیت

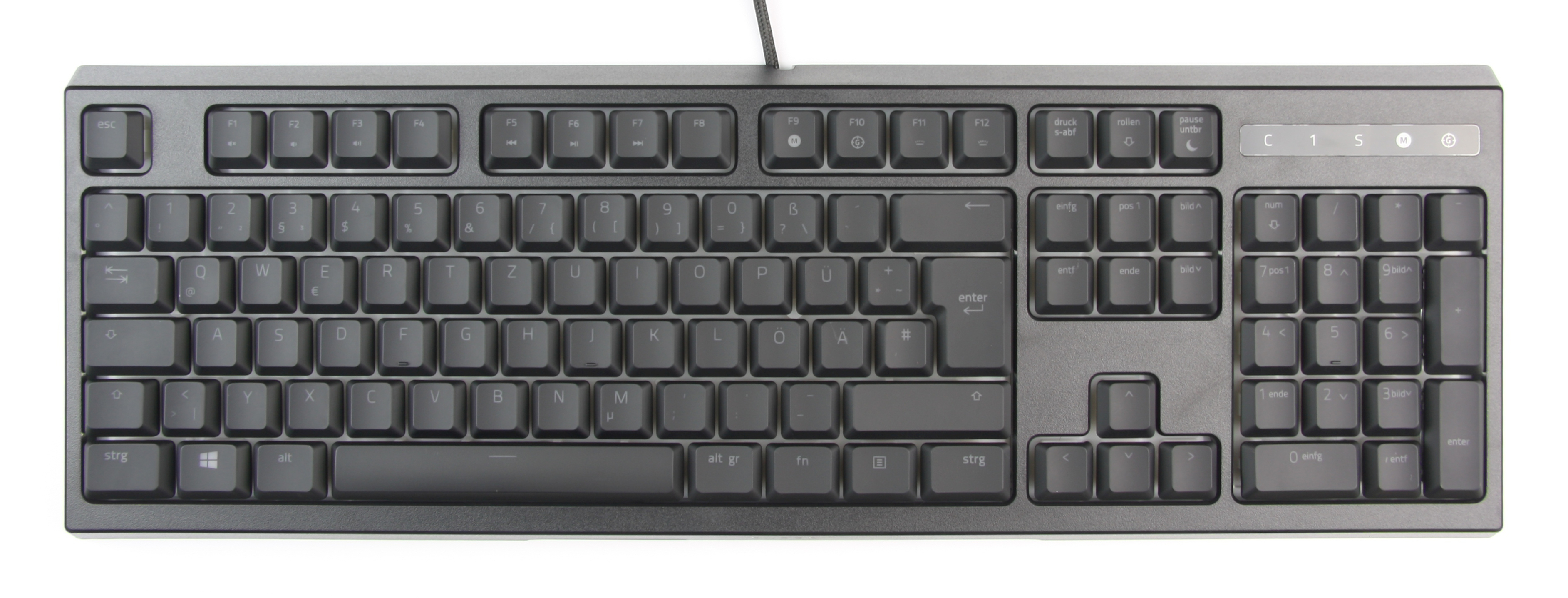
صفحه کلید بازی اورناتا کروما

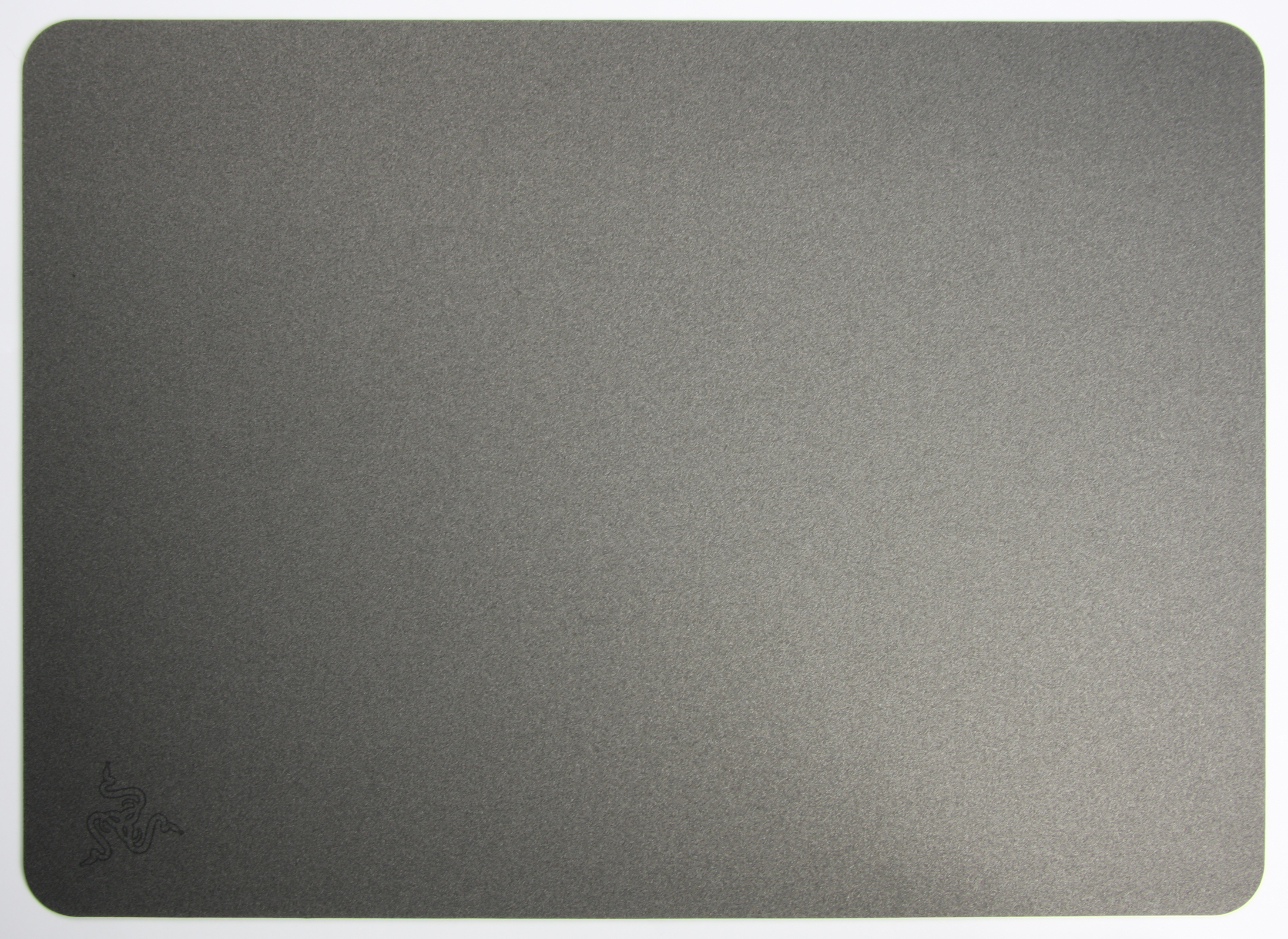
موس پد بازی دسپکتور ۲

## بازار لپ تاپ‌ها
سال ۲۰۱۲، ریزر شروع ورود به بازار لپ‌تاپ‌ها را کلید زد. اولین محصول آن‌ها در این بازار، باز هم رکوردشکنی کرد و لقب باریک‌ترین لپتاپ گیمینگ دنیا را به خود اختصاص داد. ریزر بلید نام اولین لپ‌تاپ این شرکت بود که بعدها به سری کامل لپتاپ‌های آن‌ها تبدیل شد. سری‌های استلث، پرو و بوک از دیگر اعضای خانوادهٔ لپ‌تاپ‌های ریزر هستند. لپ‌تاپ‌های ریزر با ارائه سیستم‌های پیشرفته گیمینگ سهم فروش بسیاری از بازار لپ‌تاپ‌های گیمینگ را به خود اختصاص داده‌اند از معروف‌ترین لپ‌تاپ‌های ریزر می‌توان به ریزر بلید پرو ۱۷، ریزر بلید ۱۵ و ریزر بلید استلث ۱۳ اشاره کرد.